# Mantidae
I Mantidi (Mantidae Burmeister, 1838) sono una famiglia di insetti pterigoti, appartenente all'ordine Mantodea.

## Tassonomia
In passato è stata l'unica famiglia riconosciuta dell'ordine. Successivamente molte di quelle che erano considerate sottofamiglie sono state separate ed elevate al rango di famiglie a sé stanti. Purnondimeno i Mantidi restano la famiglia di gran lunga più numerosa. Comprende 17 sottofamiglie:
- Sottofamiglia Amelinae
  - tribù Amelini
    - genere Amantis Giglio-Tos, 1915
    - genere Ameles Burmeister, 1838
    - genere Apterameles Beier, 1950
    - genere Apteromantis Werner, 1931
    - genere Armeniola Giglio-Tos, 1915
    - genere Bimantis Giglio-Tos, 1915
    - genere  Bolbella Giglio-Tos, 1915
    - genere  Compsomantis Saussure, 1872
    - genere   Congomantis Werner, 1929
    - genere   Dimantis  Giglio-Tos, 1915
    - genere   Dystactula  Giglio-Tos, 1927
    - genere   Elaea Stal, 1877
    - genere   Elmantis Giglio-Tos, 1915
    - genere   Gimantis Giglio-Tos, 1915
    - genere   Gonypeta Saussure, 1869
    - genere   Gonypetella Giglio-Tos, 1915
    - genere   Gonypetoides Beier, 1942
    - genere   Gonypetyllis Wood-Mason, 1891
    - genere Haldwania Beier, 1930
    - genere Holaptilon Beier, 1964
    - genere Litaneutria Saussure, 1892
    - genere Memantis Giglio-Tos, 1915
    - genere Myrcinus Stal, 1877
    - genere Pseudoyersinia Kirby, 1904
    - genere Telomantis Giglio-Tos, 1915
    - genere Yersinia Saussure, 1869
    - genere Yersiniops Hebard, 1931
- Sottofamiglia Angelinae Angelinae : Angela guianensis
  - tribù   Angelini  Werner, 1908

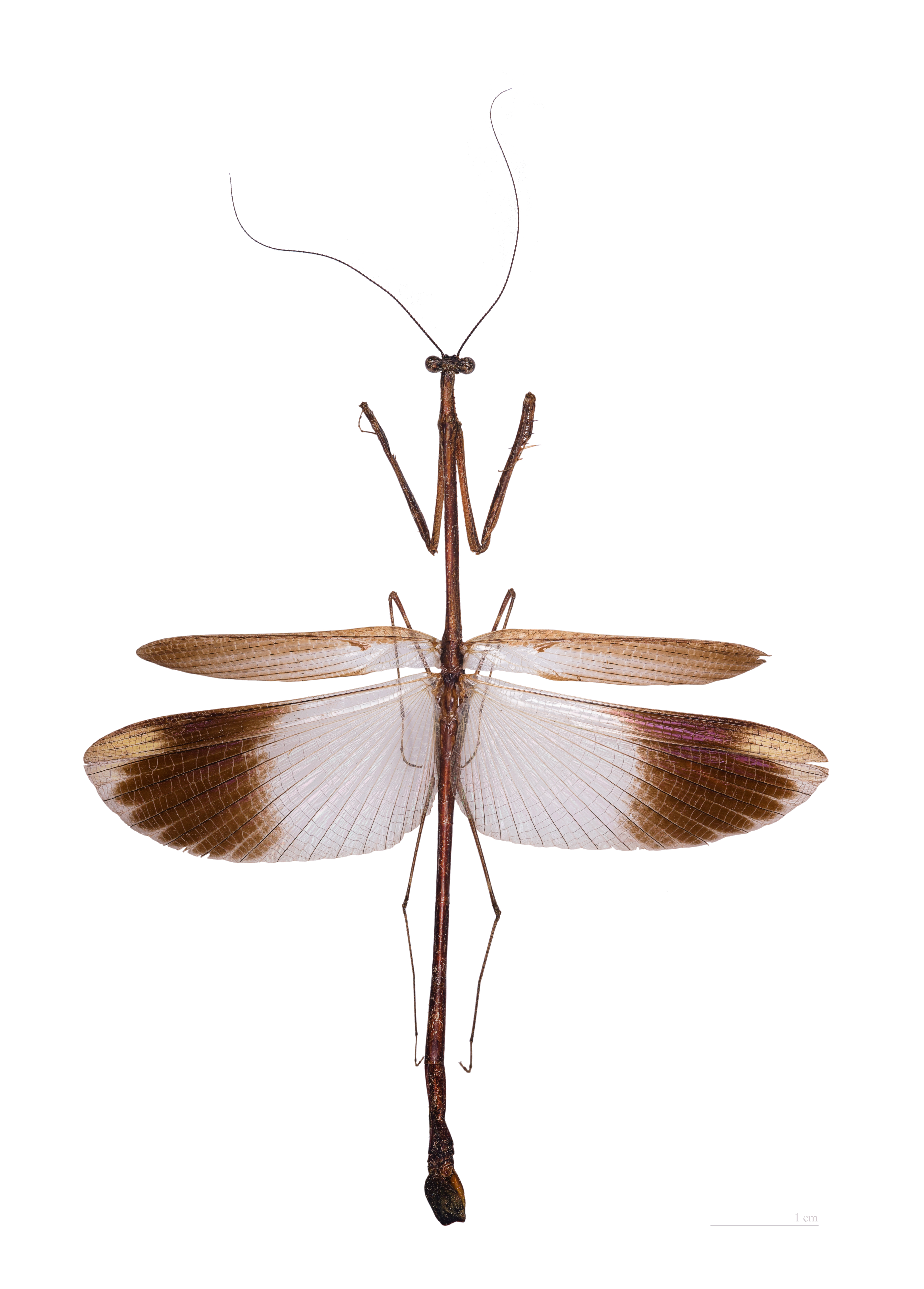
Angelinae : Angela guianensis

    - genere Agrionopsis  Werner, 1908
    - genere Angela Serville, 1839
    - genere  Biolleya Saussure, 1897
    - genere Euchomenella de Haan, 1842
    - genere Indomenella Roy, 2008
    - genere Leptocola Gerstaecker, 1883
    - genere Mythomantis Giglio-Tos, 1916
    - genere Stenopyga Karsch, 1892
    - genere Thespoides Chopard, 1916
    - genere Afrothespis Roy, 2006
- Sottofamiglia Antemninae
  - tribù Antemnini
    - genere Alluandella Gravely, 1920
    - genere   Antemna Stal, 1877
- Sottofamiglia Choeradodinae Choeradodis stalii 
  - tribù Choeradodini
    - genere Asiadodis Roy, 2004

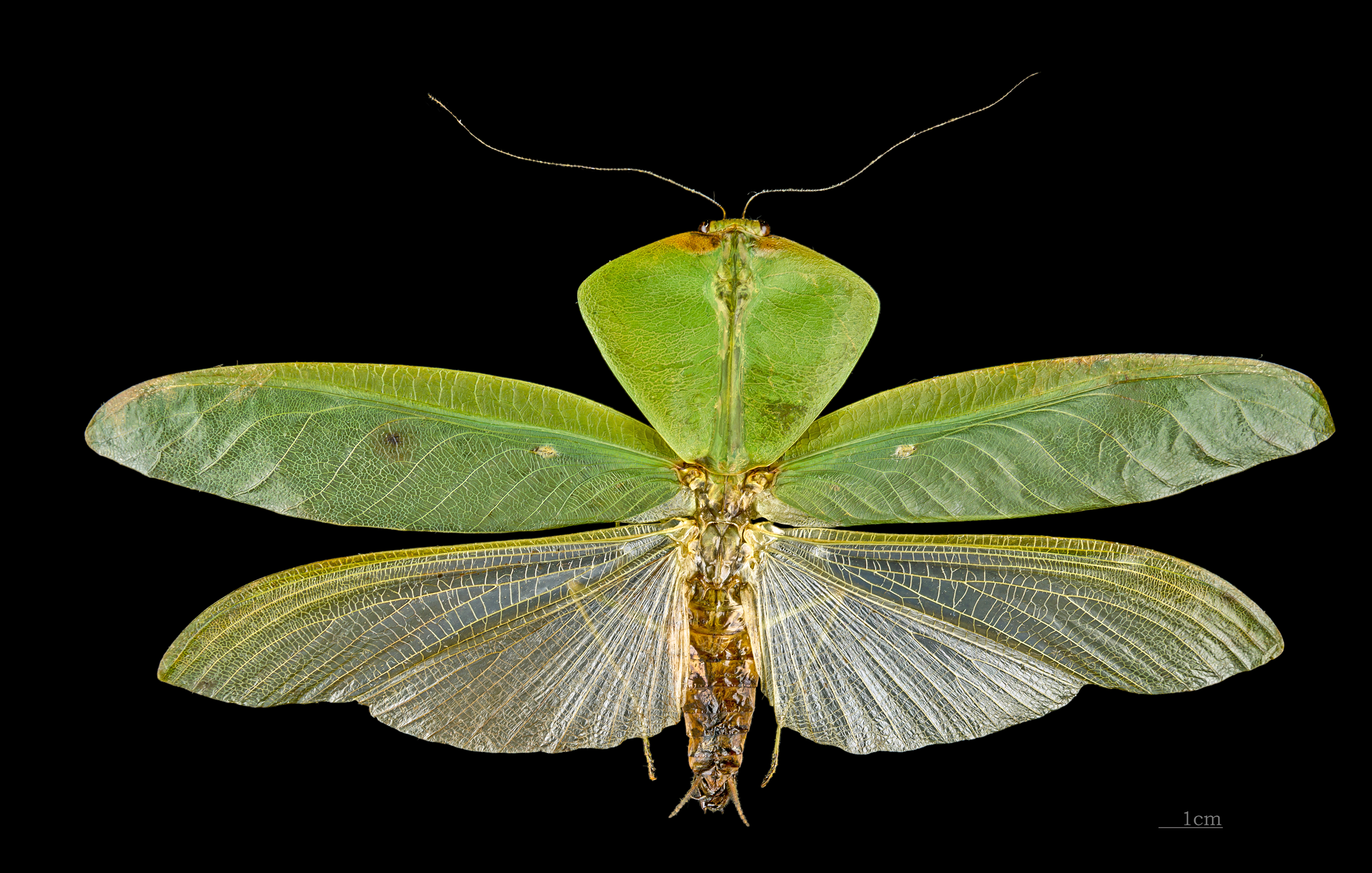
Choeradodis stalii

    - genere Choeradodis Serville, 1831
    - genere Melliera Saussure, 1892
- Sottofamiglia Chroicopterinae
  - tribù   Chroicopterini
    - genere Betamantis Giglio-Tos, 1915
    - genere Chopardentella Kaltenbach, 1996
    - genere Chroicoptera Stal, 1871
    - genere Entella Stal, 1877
    - genere Entelloptera Beier, 1942
    - genere  Ligaria Stal, 1877
    - genere  Ligariella Giglio-Tos, 1915
    - genere Ligentella Kaltenbach, 1996
    - genere Macracanthopus Chopard, 1929
    - genere Namamantis Kaltenbach, 1996
    - genere Parentella Giglio-Tos, 1915
    - genere Rhachimantis Giglio-Tos, 1915
- Sottofamiglia Deroplatyinae Deroplatys lobata
  - tribù Deroplatyini

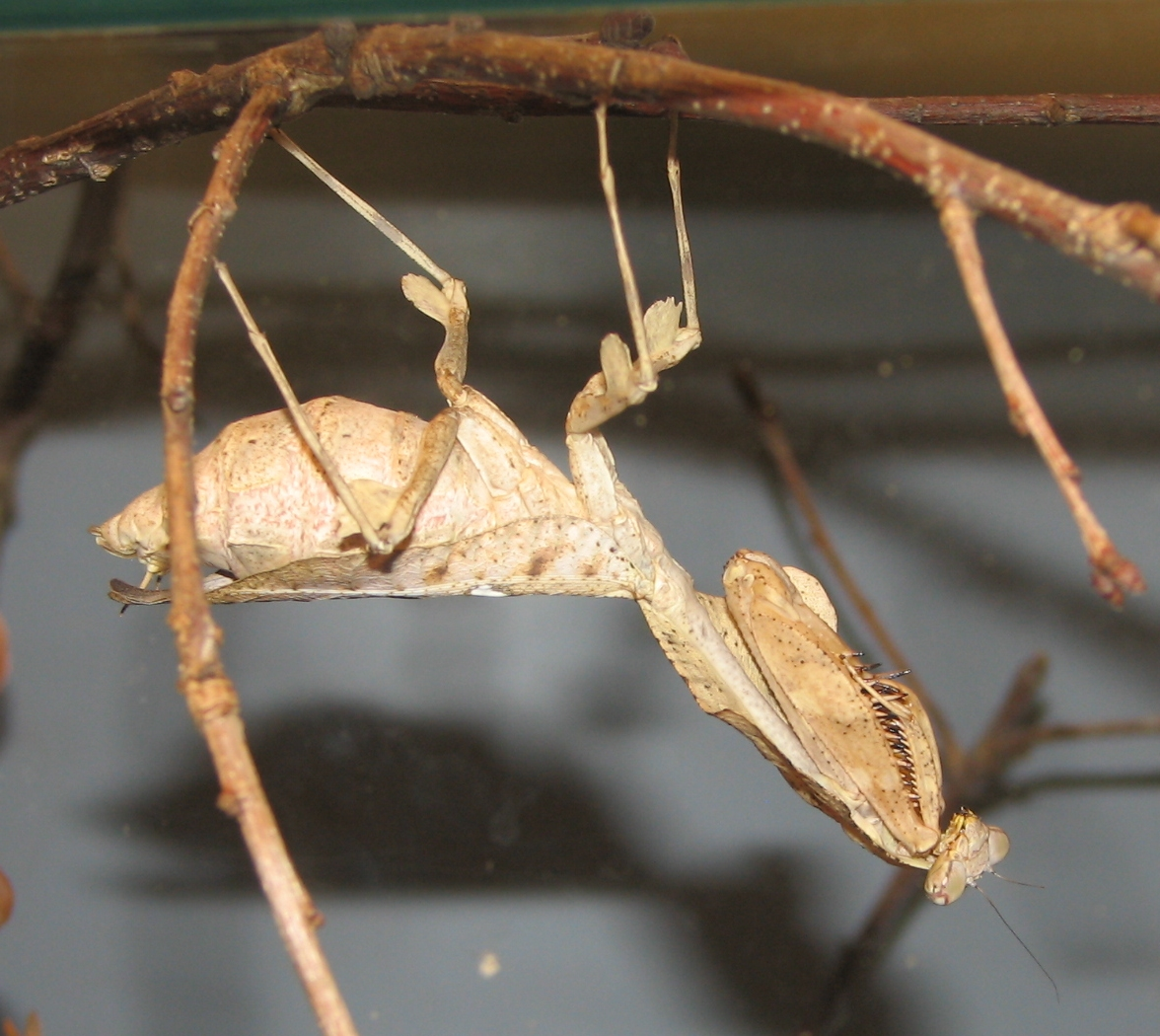
Deroplatys lobata

    - genere Brancsikia Saussure & Zehntner, 1895
    - genere Deroplatys Westwood, 1839
- Sottofamiglia Dystactinae
  - tribù   Dystactini
    - genere Achlaena Karsch, 1892
    - genere Achlaenella Giglio-Tos, 1915
    - genere Armene Stal, 1877
    - genere Beesonula Uvarov, 1939
    - genere  Dystacta Saussure, 1871
    - genere Paraligaria Beier, 1969
    - genere Pseudodystacta Kaltenbach, 1996
    - genere Sphaeromantis Schulthess-Schindler, 1898

- Sottofamiglia Mantinae
  - tribù Archimantini

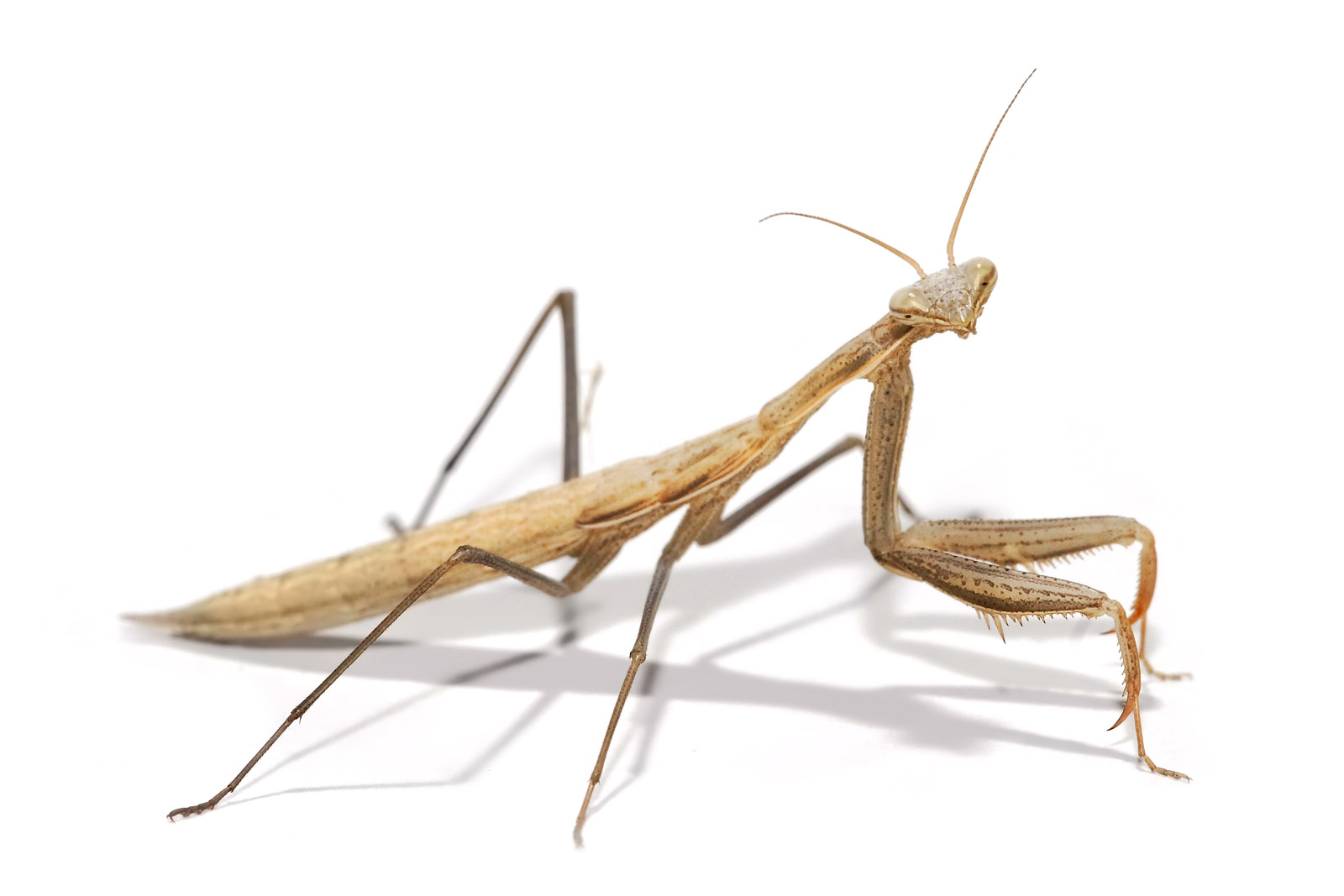
Archimantis latistyla

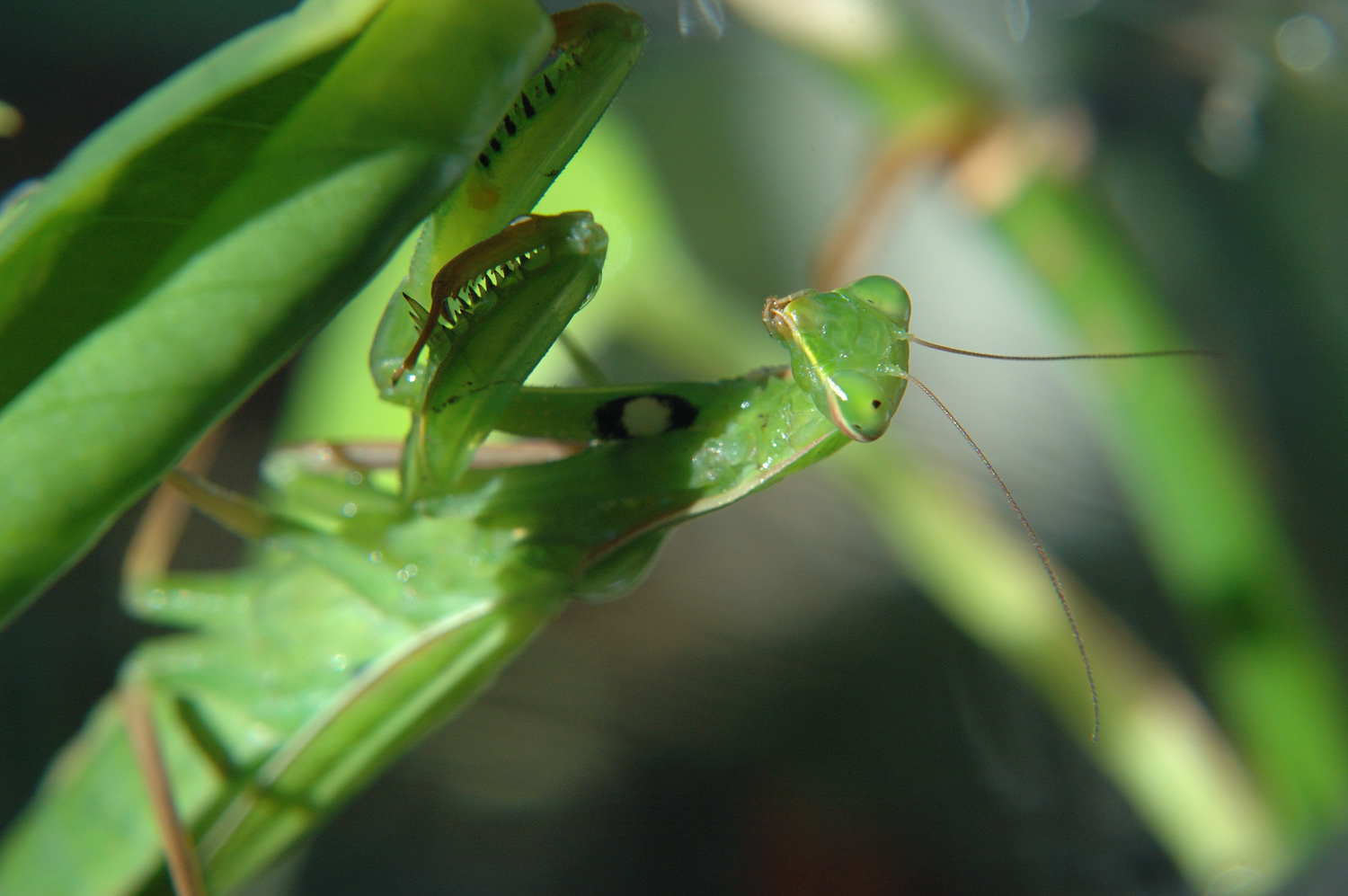
Mantis religiosa

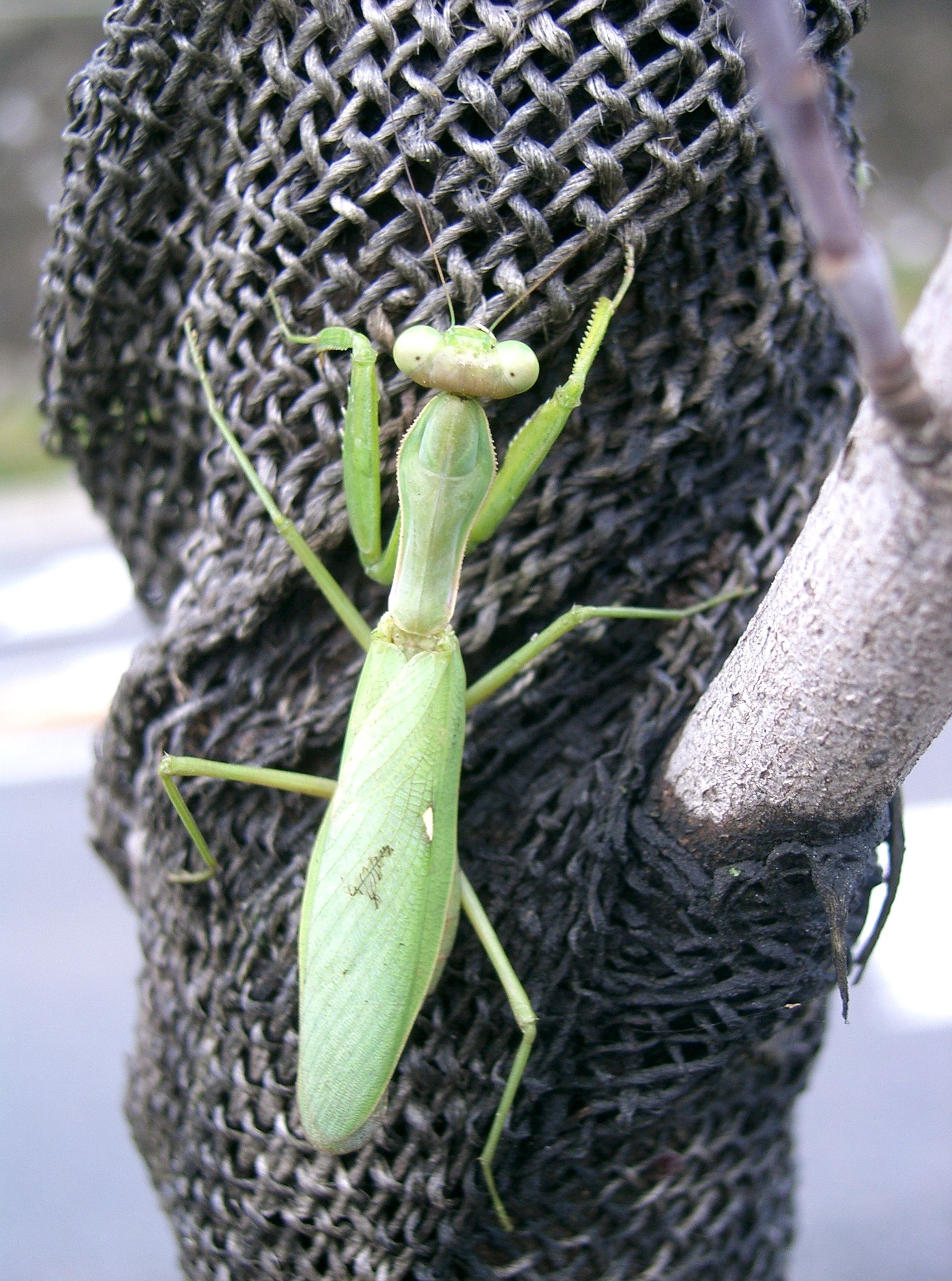
Hierodula patellifera

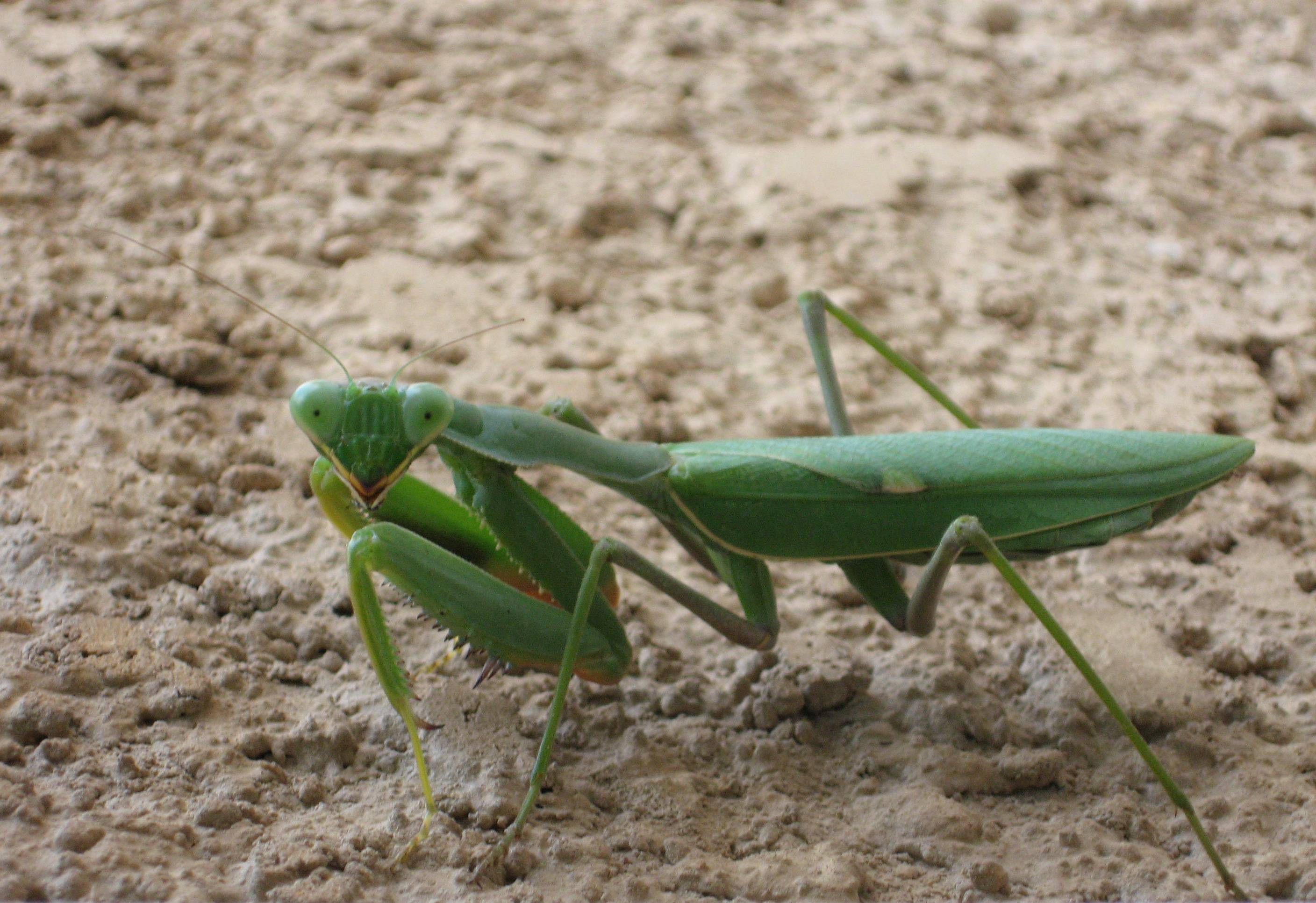
Sphodromantis viridis

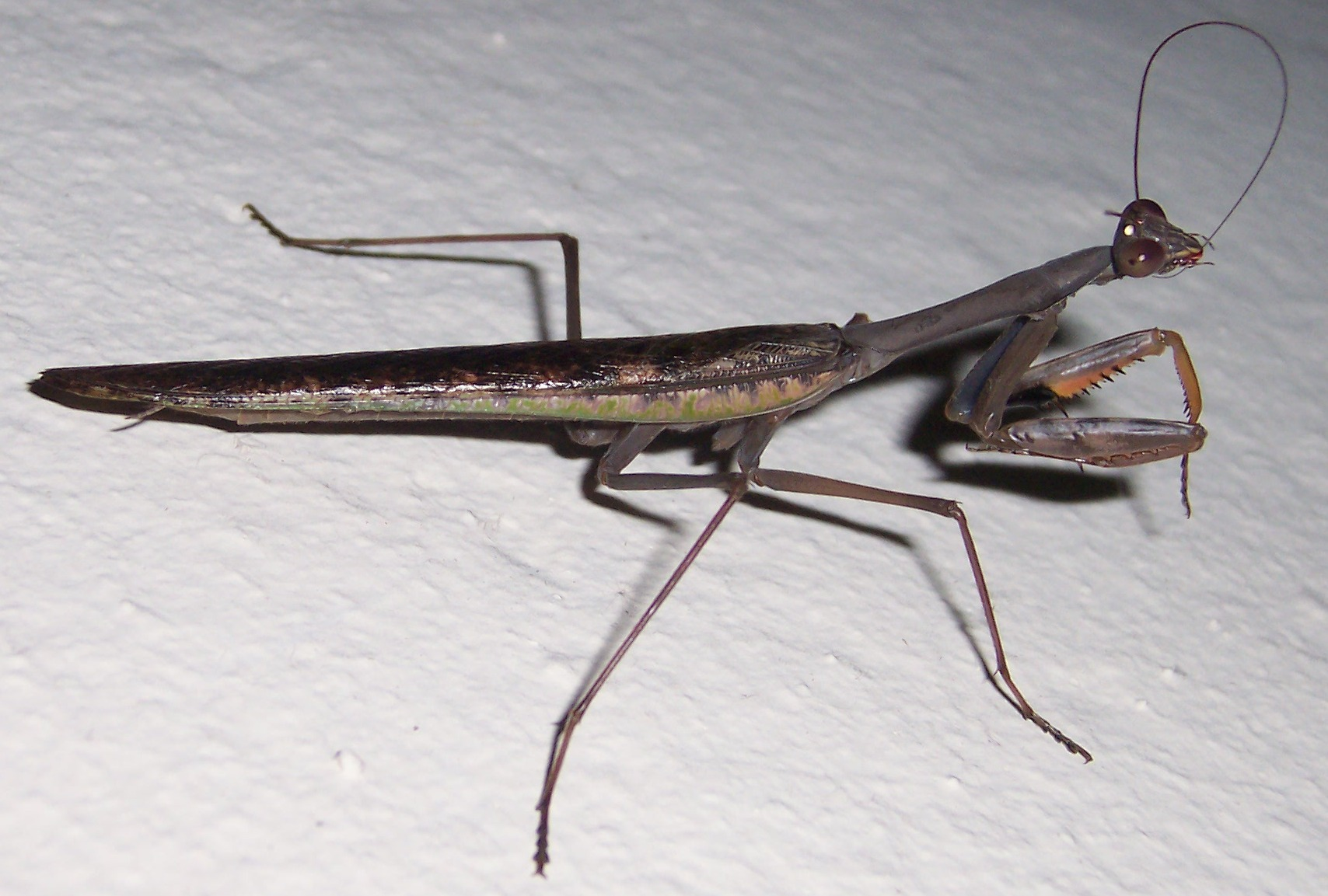
Polyspilota aeruginosa

    - genere Archimantis Saussure, 1869
    - genere  Austrovates Sjostedt, 1918
    - genere  Coenomantis Giglio-Tos, 1917
    - genere  Corthylomantis  Milledge, 1997
    - genere  Nullabora Tindale, 1923

  - tribù Mantini
    - genere Mantilia Roy, 1993
    - genere Mantis  Linnaeus, 1758
    - genere Mesopteryx Saussure, 1870
    - genere Omomantis Saussure, 1899
    - genere  Palaeophotina Werner, 1923
    - genere Pseudomantis Saussure, 1869
    - genere  Reticulimantis Roy, 1973
    - genere  Rhodomantis Giglio-Tos, 1917
    - genere  Statilia Stal, 1877

  - tribù Paramantini
    - genere Alalomantis Giglio-Tos, 1917
    - genere Bisanthe Stal, 1876
    - genere  Camelomantis Giglio-Tos, 1917
    - genere  Hierodula Burmeister, 1838
    - genere Hierodulella Giglio-Tos, 1912
    - genere  Mantasoa Mériguet, 2005
    - genere Notomantis Tindale, 1923
    - genere Paramantis Ragge & Roy, 1967
    - genere  Pnigomantis Giglio-Tos, 1917
    - genere  Pseudostagmatoptera Beier, 1931
    - genere Rhombodera Burmeister, 1838
    - genere Rhomboderella Giglio-Tos, 1912
    - genere Sphodromantis Stal, 1871
    - genere  Stictomantis Beier, 1942
    - genere Tamolanica Werner, 1923
    - genere Tarachomantis Brancsik, 1892
    - genere   Tisma Giglio-Tos, 1917
    - genere  Tismomorpha Roy, 1973

  - tribù Polyspilotini
    - genere Cataspilota Giglio-Tos, 1917
    - genere Plistospilota Giglio-Tos, 1911
    - genere Polyspilota Burmeister, 1838
    - genere  Prohierodula Bolivar, 1908
    - genere Tenodera Burmeister, 1838
- Sottofamiglia Mellierinae Stagmomantis carolina
  - tribù Mellierini
    - genere Callimantis Stal, 1877

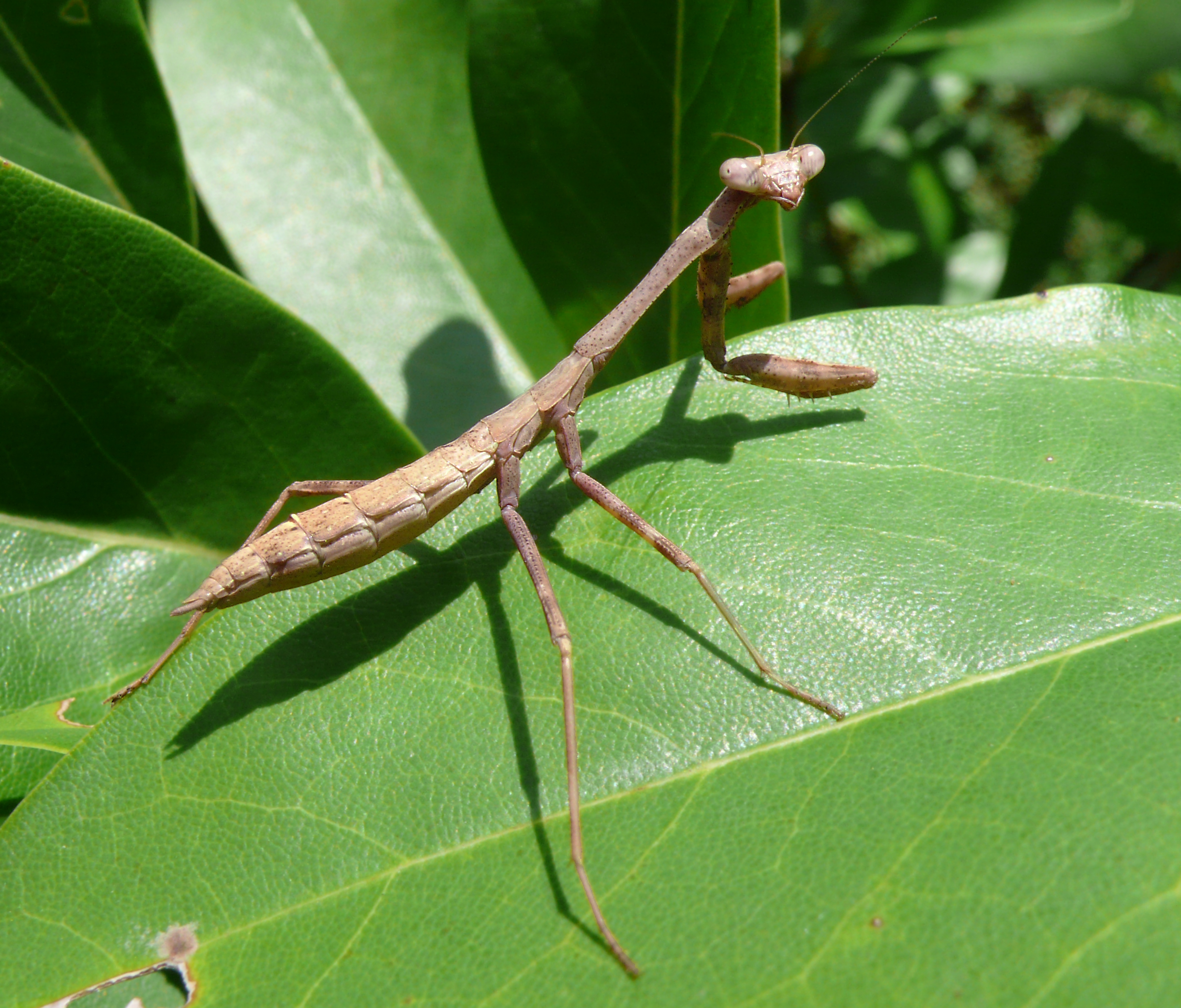
Stagmomantis carolina

    - genere Phasmomantis Saussure, 1869
    - genere Stagmomantis  Saussure, 1869
- Sottofamiglia Miomantinae
  - tribù Miomantini
    - genere Arria Stal, 1877
    - genere Cilnia Stal, 1876
    - genere Miomantis Saussure, 1870
    - genere Neocilnia Beier, 1930
    - genere Paracilnia Werner, 1909
    - genere Parasphendale Schulthess-Schildler, 1898
    - genere Sphodropoda Stal, 1871
    - genere Taumantis Giglio-Tos, 1917
    - genere Trachymantis Giglio-Tos, 1917
    - genere Zopheromantis Tindale, 1924

  - tribù Rivetinini
    - genere Bolivaria Stal, 1877
    - genere Carvilia Stal, 1876
    - genere Deiphobe Stal, 1877
    - genere Deiphobella Giglio-Tos, 1916
    - genere Eremoplana Stal, 1871
    - genere Euchomena Saussure, 1870
    - genere Geomantis  Pantel, 1896
    - genere Geothespis Giglio-Tos, 1916
    - genere Gretella Werner, 1923
    - genere Indothespis Werner, 1935
    - genere Ischnomantis Stal, 1871
    - genere Microthespis Werner, 1908
    - genere Pararivetina Beier, 1930
    - genere Pseudempusa Brunner v. W., 1893
    - genere Rivetina  Berland & Chopard, 1922
    - genere Rivetinula La Greca, 1977
    - genere Solygia Stal, 1877
    - genere Teddia Burr, 1899
- Sottofamiglia Orthoderinae

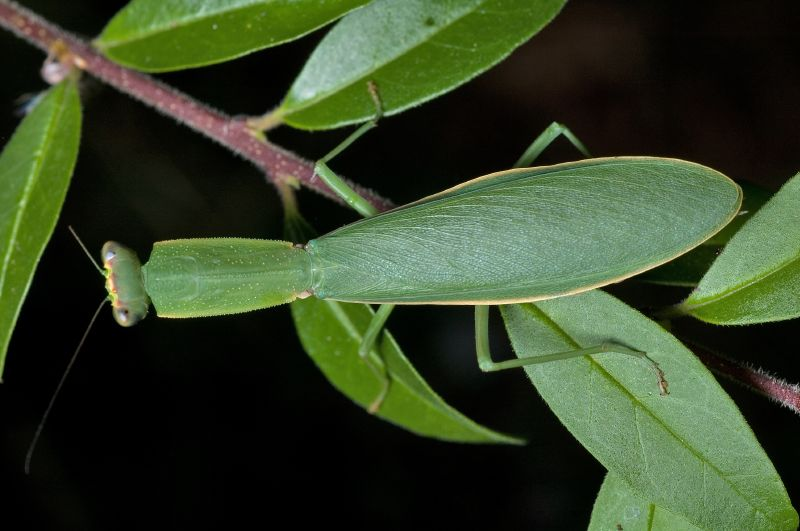
Orthodera novaezealandiae

- - genere Orthodera Burmeister, 1838
  - genere Orthoderina Sjostedt, 1918
- Sottofamiglia Oxyothespinae
  - tribù Oxyothespini
    - genere Acithespis Giglio-Tos, 1916
    - genere Heterochaetula Wood-Mason, 1889
    - genere Oxyothespis Saussure, 1870
    - genere Severinia Finot, 1902
    - genere Sinaiella Karsch, 1892
    - genere Somalithespis Lombardo, 1991

  - tribù Paraseveriniini
    - genere Lobothespis La Greca & Lombardo, 1987
    - genere  Paraseverinia Lombardo, 1991
- Sottofamiglia Photinainae
  - tribù Coptopterygini
    - genere Brunneria Saussure, 1869
    - genere Coptopteryx Saussure, 1869

  - tribù Photinaini
    - genere Cardioptera Burmeister, 1838
    - genere  Hicetia Saussure & Zehntner, 1894
    - genere Macromantis Saussure, 1871
    - genere Metriomantis Saussure & Zehntner, 1894
    - genere Microphotina Beier, 1935
    - genere Orthoderella Giglio-Tos, 1897
    - genere Paraphotina Giglio-Tos, 1915
    - genere Photina Burmeister, 1838
    - genere Photinella Giglio-Tos, 1915
    - genere Rehniella Lombardo, 1999
- Sottofamiglia Phyllotheliinae
  - tribù Phyllotheliini
    - genere Ceratocrania Westwood, 1889
    - genere Phyllothelys Wood-Mason, 1877
- Sottofamiglia Schizocephalinae
  -     - genere Schizocephala Serville, 1831
- Sottofamiglia Stagmatopterinae
  - tribù Stagmatopterini
    - genere Catoxyopsis Giglio-Tos, 1914
    - genere  Lobocneme Rehn, 1911
    - genere Oxyopsis Caudell, 1904
    - genere  Parastagmatoptera Saussure, 1871
    - genere  Paroxyopsis Rehn, 1911
    - genere  Pseudoxyops Saussure & Zehntner, 1894
    - genere Stagmatoptera Burmeister, 1838
- Sottofamiglia Vatinae Popa spurca
  - tribù Danuriini
    - genere Ambivia] Stal, 1877
    - genere Danuria Stal, 1856

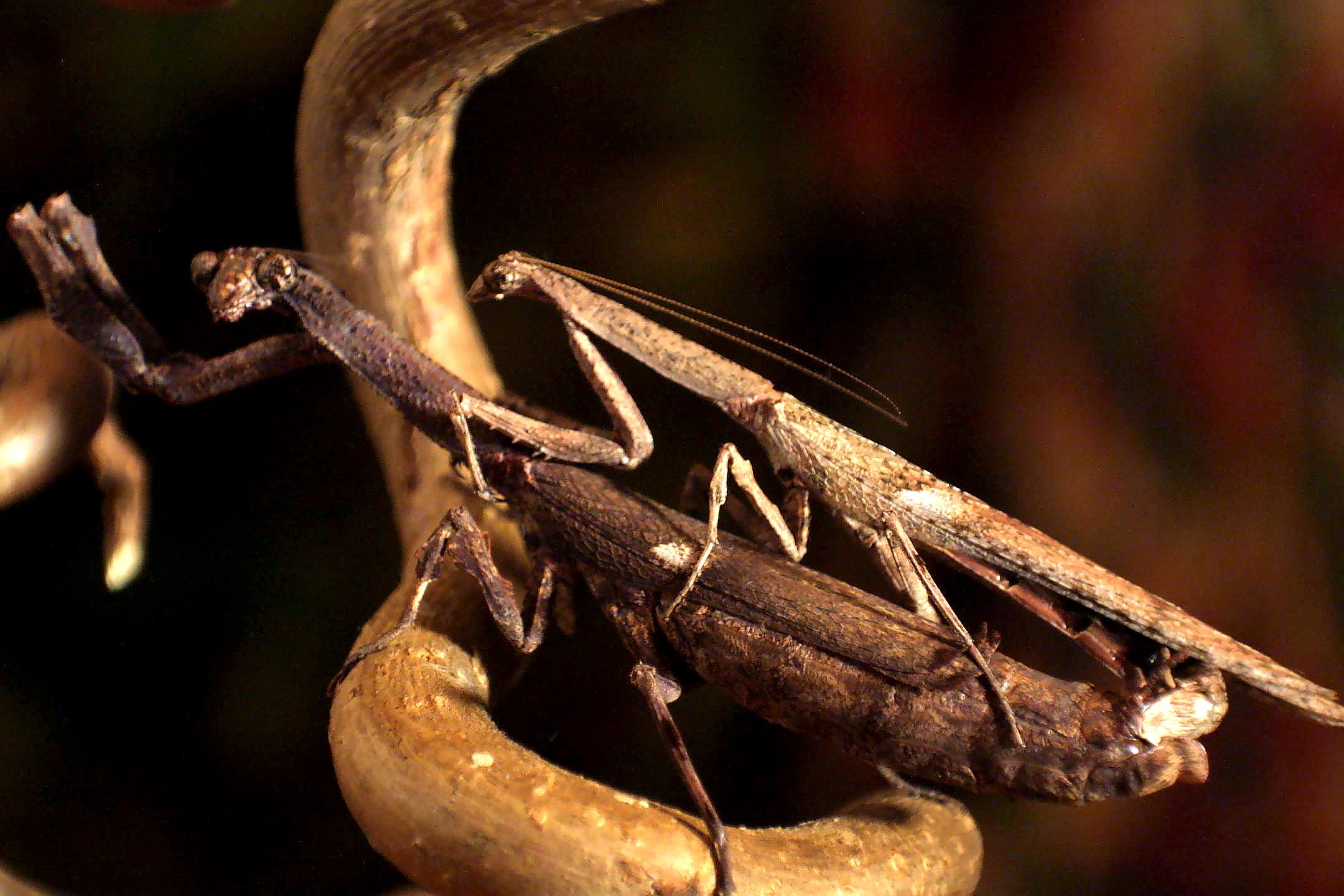
Popa spurca

    - genere Danuriella Westwood, 1889
    - genere Kishinouyeum Ouchi, 1938
    - genere Lithophotina † Sharov, 1962
    - genere Macrodanuria Sjostedt, 1900
    - genere Macropopa Giglio-Tos, 1914
    - genere Neodanuria La Greca & Lombardo, 1986
    - genere Popa Serville, 1839
    - genere Toxodanuria Uvarov, 1940

  - tribù   Heterochaetini
    - genere Heterochaeta Westwood, 1845
    - genere Prochaeradodis † Piton, 1940
    - genere Xystropeltis Rehn, 1935

  - tribù Vatini
    - genere Callivates Roy, 2003
    - genere Chopardiella Giglio-Tos, 1914
    - genere Hagiotata Saussure & Zehntner, 1894
    - genere Heterovates Saussure, 1872
    - genere Lobovates Deeleman-Reinhold, 1957
    - genere Micadina Chen Shuchun, 1992
    - genere Phyllovates Kirby, 1904
    - genere Pseudovates Saussure, 1869
    - genere Vates Burmeister, 1838
    - genere Zoolea Serville, 1839

In Europa sono presenti 31 specie.

### Specie presenti in Italia
In Italia sono presenti 9 specie::
- Ameles africana, presente solo in Sardegna e Sicilia.
- Ameles decolor, presente in buona parte della penisola e nelle isole maggiori.
- Ameles fasciipennis, endemica delle Marche.
- Ameles picteti,  endemica della Sicilia (ma presente anche in Algeria e Spagna).
- Ameles spallanzania, presente in buona parte della penisola e nelle isole maggiori.
- Geomantis larvoides, presente in buona parte della penisola e nelle isole maggiori.
- Mantis religiosa, presente in buona parte della penisola e nelle isole maggiori.
- Pseudoyersinia lagrecai, endemica della Sicilia.
- Rivetina baetica tenuidentata, endemica della Sicilia.

Alla famiglia Mantidae in passato era attribuita anche Iris oratoria, diffusa nelle regioni centro-meridionali, assente o molto rara in quelle settentrionali, in atto assegnata ai Tarachodidae.